# Evangelista da Pian di Meleto
Evangelista da Pian di Meleto (* um 1458 in Piandimeleto; † 18. Januar 1549 in Urbino) war ein italienischer Maler.
Evangelista da Pian di Meleto war ab 1483 ein Schüler des Giovanni Santi. Es scheint, als habe er nie große Ambitionen gehabt, als eigenständiger Meister sein Geld zu verdienen, denn er arbeitete auch in der Folgezeit vorwiegend als Mitarbeiter in den Werkstätten verschiedener Maler wie Timoteo Viti und Ottaviano Prassede. Um 1500 muss er sich wieder in der Werkstatt Giovanni Santis aufgehalten haben, denn zusammen mit dem noch jungen Raffael erhielt er am 10. Dezember den Auftrag zu einem großen Altarbild für die Kapelle Baronci in der Kirche Sant’Agostino in Città di Castello.
Heute schreibt man dem Evangelista da Pian di Meleto nur noch wenige Werke zu.

## Werke
- Detroit, Institute of Art
  - Der selige Nikolaus von Tolentino erweckt zwei tote Tauben. um 1500/01
  - Der selige Nikolaus von Tolentino rettet ein ertrinkendes Kind. um 1500/01
- Pian di Meleto, Gemeindekirche
  - Christus am Kreuz mit Maria und den Heiligen Johannes der Evangelist und Maria Magdalena.
- Sassocorvaro, Palazzo Comunale
  - Thronende Maria mit dem Kinde und Heiligen.
  - Christus am Kreuz mit den Heiligen Laurentius, Rochus und Sebastian. (Fresko)